# 車いすラグビーイギリス代表
車いすラグビーイギリス代表(Great Britain national wheelchair rugby team）は、イギリス車いすラグビー連盟が編成する車いすラグビーのイギリス代表ナショナルチーム。ヨーロッパにおける最も活発なチームの一つであり、IWRF欧州選手権では6大会で金メダルを獲得している。夏季パラリンピックでは2020(2021)大会の1位(金メダル)が最高成績。

## 歴史
1995年、第1回車いすラグビー世界選手権に出場して4位だった。
その後2000年、2000年シドニー大会でパラリンピック初出場。そして2021年、2020年東京大会で決勝にて車いすアメリカ合衆国代表を54対49で破って初のメダルとなる金メダル獲得。

## パラリンピック結果
| パラリンピック結果 | パラリンピック結果 | パラリンピック結果 | パラリンピック結果 | パラリンピック結果 |
| 年                 | 順位               | 試                 | 勝                 | 負                 |
| ------------------ | ------------------ | ------------------ | ------------------ | ------------------ |
| 2000年             | 6                  | 5                  | 2                  | 3                  |
| 2004年             | 4                  | 6                  | 2                  | 4                  |
| 2008年             | 4                  | 5                  | 2                  | 3                  |
| 2012年             | 5                  | 5                  | 2                  | 3                  |
| 2016年             | 5                  | 4                  | 2                  | 2                  |
| 2020年             | 1                  | 5                  | 4                  | 1                  |
| 合計               | 合計               | 30                 | 17                 | 13                 |

## 現在の代表選手
東京2020パラリンピック競技大会イギリス代表選手
- クリス・ライアン (CC)
- ギャビン・ウォーカー (CC)
- アヤズ・ビュータ
- ジョナサン・コガン
- ライアン・カウリング
- ニコラス・カミンズ
- カイリー・グライムス
- アーロン・フィップス
- ジム・ロバーツ
- スチュアート・ロビンソン
- ジャック・スミス
- ジェイミー・ステッド

(CC)は共同キャプテン、J.ロバーツのみウェールズ出身、他はイングランド出身。